# Matthias Claudius
Matthias Claudius (Reinfeld, 15 agosto 1740 – Amburgo, 21 gennaio 1814) è stato uno scrittore e poeta tedesco.

## Biografia
Nacque vicino a Lubecca e venne inviato dal padre pastore protestante a Jena per frequentare i corsi di teologia e giurisprudenza.
Al suo ritorno nella città natale, lavorò dapprima come organista e poi come impiegato a Copenaghen.
Trasferitosi ad Amburgo, divenne redattore delle Adress-Comtoir-Nachrichten ed ebbe l'occasione di conoscere Lessing.

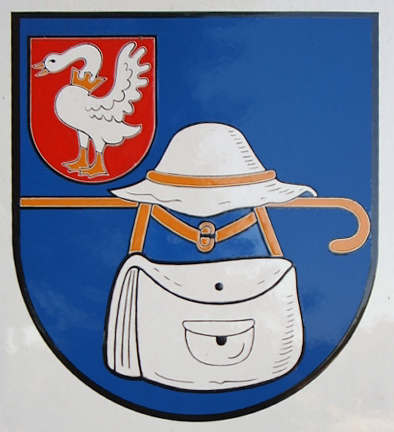
Il messaggero di Wandsbeck

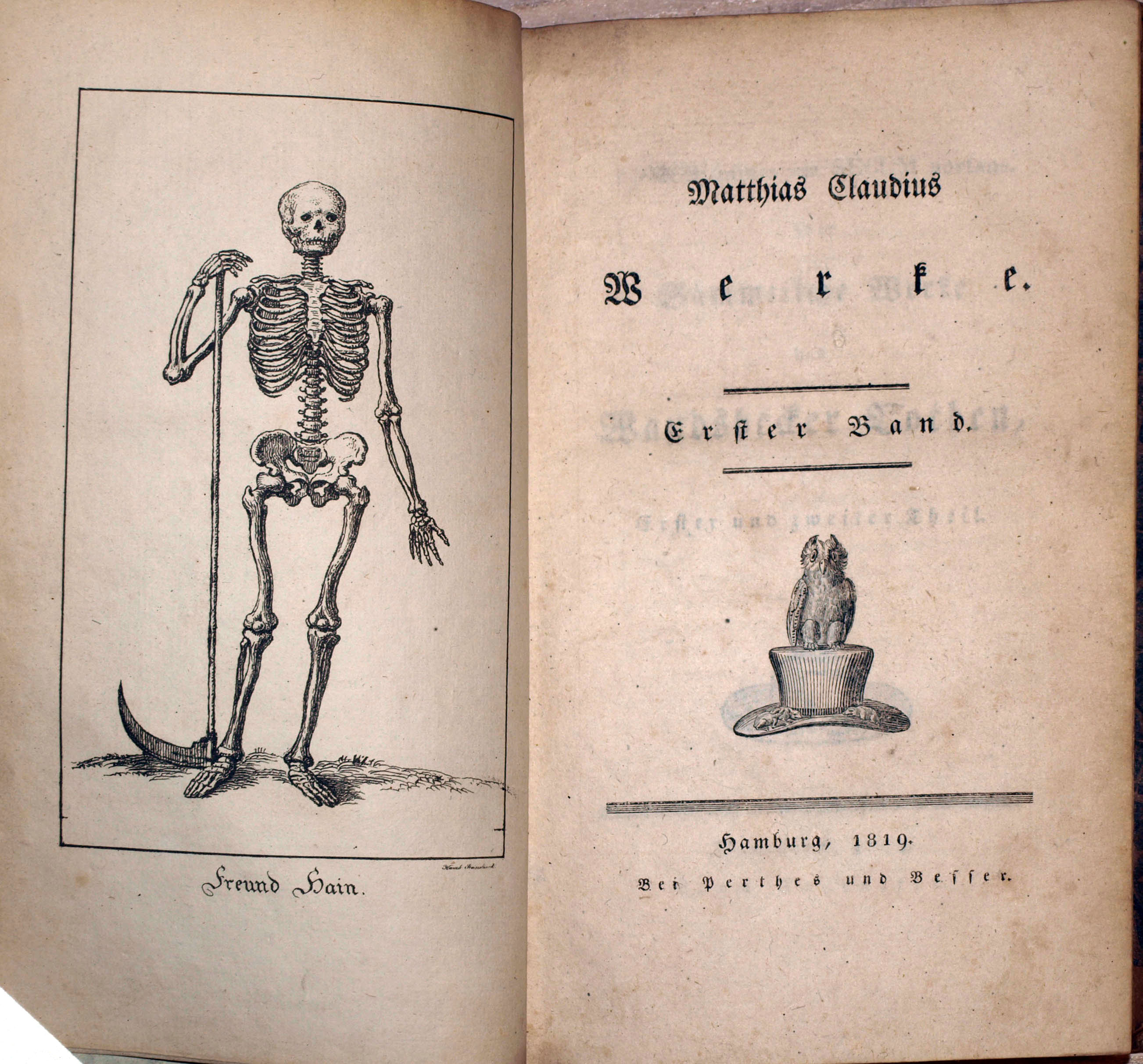
Matthias Claudius 1819

Dal 1771 al 1775 assunse la direzione del Der Wandsbecker Bothe ("Il messaggero di Wandsbek"), una rivista che aumentò considerevolmente il suo prestigio grazie alle collaborazioni di Goethe, di Lessing, dei soci del Circolo di Gottinga e degli appartenenti allo Sturm und Drang. Tramite questo giornale Claudius volle diffondere la sua concezione della vita, della morte, del male, delle ingiustizie, con una prospettiva cristiana seppur distante da quella dei teologi.
Nonostante l'impegno, la rivista fallì e Claudius si ritirò nella campagna di Wandsbek, da dove preparò i suoi scritti sotto il titolo di Asmus omnia sua secum portans, oder Sämtliche Werke des Wandsbecker Boten.
Gli otto volumi pubblicati raccolsero gli epigrammi, i dialoghi, le cronache, le favole, i saggi, le traduzioni, gli aneddoti e tutti gli altri scritti dell'autore, saldati dalla fede religiosa e dalla critica nei confronti della visione del mondo illuministica.
Come pubblicista Claudius si distinse anche per il brillante ed estroso Wandsbecker Boten, considerato uno dei più importanti periodici letterari del XVIII secolo.
La fama di Claudius è dovuta però soprattutto alle sue liriche, come le quartine della Morte e la fanciulla riprese e musicate in seguito da Franz Schubert nel 1817; il mottetto Der Mensch, musicato da Max Reger; l'Abendlied, che Herder nel 1779 accolse nei suoi Volkslieder, e reso popolare dalla melodia di J. A. P. Schulz; altre brevi poesie di ambientazione familiare, nelle quali l'autore approfondì il senso della vita e della morte.

## Poemi
- Der Tod und das Mädchen ("La morte e la ragazza")
- Abendlied or Der Mond ist aufgegangen ("Canzone della sera o della luna risorta")
- Der Mensch ("Gente")
- Christiane
- Die Sternseherin Lise ("Lisa l'astrologa")
- Die Liebe ("Amore")
- Der Tod ("Morte")
- Ein Wiegenlied bei Mondschein zu singen ("Canta una ninna nanna al chiaro di luna")
- Täglich zu singen ("Canto quotidiano")
- Kriegslied ("Canto di battaglia")
- Der Frühling. Am ersten Maimorgen ("Primavera. La prima mattina di maggio")
- Der Tod und das Mädchen ("Morte e la fanciulla")
- An – als Ihm die – starb ("A - quando Lui morì")
- Wir pflügen und wir streuen ("Ariamo e disperdiamo")
- Im Winter ("In inverno")
- Ein Lied hinterm Ofen zu singen ("Una canzone da cantare dietro la stufa")
- Phidile